# منحنى الجرس
منحني الجرس مفهوم يطلق على حالات الجودة التي تظهر بعد استخدام المنتج ، فمثلًا يبدا المنتج بنسبة 70٪ من جودته الاصلية، وسرعان ما تصل كفائته إلى 100٪ وفجأة يبدا بالهبوط إلى مستوى دون 30٪ من جودته الاصلية. والمدة الزمنية للتغير تعتمد على نوع المنتج.